# 1960年中國珠穆朗瑪峰遠征
1960年中國珠穆朗瑪峰遠征是人类首次从珠峰北坡攀登成功的一次遠征，也是中国人首次登顶珠穆朗玛峰。此次遠征成员为王富洲、贡布、屈银华，於1960年5月25日4时20分登頂成功。

## 历程

### 前奏
1955年，苏联全苏工会理事会致函中华全国总工会，希望中国派人赴苏参加登山培训。按照苏联当时的体制，大型登山运动由苏联体委负责，群众性的登山运动由各级工会组织负责。1955年5月中华全国总工会派史占春（1946年入党、历任齐齐哈尔铁路局工会宣传部部长、东北铁路总工会文教部副部长、全国总工会宣传处处长）、许竞（工会干部）、师秀（工会干部）、周正、杨德源、刘连满（哈尔滨电机厂消防队文书）等12人前往苏联学习受训。培训期间，由许竞、师秀、周正、杨德源4名中国队员与苏联登山运动员联合组成帕米尔登山队，成功地登上了帕米尔高原塔吉克境内的海拔6673米的团结峰和海拔6780米的十月峰，创造了中国人的第一个登山记录。毛泽东获悉后，说：“中国人就是要勇攀高峰。”1956年2、3月间，全总在北京西郊八大处，举办了第一期登山运动员训练班，从全国厂矿职工中选出55名学员，经过40多天的训练，从中挑选出35人，成立中华全国总工会登山队，队长史占春，副队长许竞，在苏联专家库金诺夫和兹维兹特金的指导下，1956年4月25日登上了秦岭最高峰太白山。随后开展了13次雪山攀登活动，其中7次与苏联合作。1956年6月，中苏两国运动员在苏联北卡兹别可山的登山营训练后，共同攀登海拔5633米的欧洲最高峰厄尔布鲁士山，于6月28日登顶。中苏联合登山队于1956年7月31日登顶海拔7546米的慕士塔格峰（中方登顶9人），8月15日登顶海拔7598米的公格尔九别峰（中方登顶2人）。1957年5—6月，由29名登山运动员组成的中华全国总工会登山队使用国产登山器材攀登海拔7556米的贡嘎山，因为当时康区剿匪战斗频繁，登山队员携带着驳壳枪和美式M1卡宾枪，攀登中多次发生滑坠，遭遇了雷暴和雪崩13名队员被雪埋，队员丁行友（北京农业大学气象学助教）牺牲，6月13日史占春、刘大义、刘连满、国德存、师秀、彭仲穆等6名资深队员成功登顶，这是中国第一次独立组队和首次独立登顶的海拔7500米以上的高峰，创造了中国登山运动史上的新纪录，也超过了当时苏联和东欧社会主义国家的登山最好成绩。登顶队员下撤时，史占春、刘大义、刘连满三人的结组发生滑坠，三人幸免于难，刘连满负伤；而国德存、师秀、彭仲穆三人的结组也发生了滑坠，三人全部牺牲，与丁行友被评为“贡嘎山四烈士”，当时在北京八宝山革命公墓建有贡嘎山四烈士纪念碑。1957年7月，国德存生前所在单位齐齐哈尔铁路局满洲里铁路公安分处（国德存任驻满洲里国境铁路换装所保卫股副股长）在满洲里烈士陵园为他建立了烈士纪念碑。
1957年11月，苏联体委向中方提出“中苏联合组建登山队，从北坡攀登珠峰”。1958年3月周恩来总理批复“可以考虑”。1958年4月15日中苏双方体育主管部门开始具体磋商。1958年5月16日，国家体委正式成立中国登山协会，军委训练总监部体育局局长韩复东大校为第一任登山协会主席，中华全国总工会登山队划归国家体委领导，改称中国登山队。1958年7月中苏双方在北京新侨饭店达成协议，以中国登山运动员为主攀登珠峰，苏联运动员在其中起重要作用，由苏联提供主要物资，中方负责修通公路并解决苏方人员的食住行；攀登珠峰的行动，规划为1958年侦察，1959年试登，1960年登顶。贺龙副总理兼国家体委主任亲自担任登山指挥部总指挥，军委训练总监部体育局局长韩复东大校去西藏任前线总指挥。西藏工委成立了登山支援委员会，修建从日喀则到珠峰北坡大本营的380km长的公路，历时5个月，1959年1月通车，使得从拉萨到珠峰大本营只需要3天时间。苏联还向中国出口了两架可以做气象观测、向珠峰大本营空投物资的安-6高海拔运输机。
中国登山队组建后，开始选拔一批新队员，开始有了藏族运动员和女运动员
- 各农业大学气象专业和地质学院地质专业的大学生、青年教师。如王富洲、邬宗岳、石竞等，中国最早的女子登山队员袁扬、丛珍等，都是来自北京地质学院和成都地质学院的在校生或毕业生。中国女子登山队成立时，24名女队员中有14名来自北京地质学院的师生。
- 由于当时西藏尚未实行解放农奴的民主改革，只好从驻藏军队系统选拔藏族、汉族的员工或军人。汉族队员成天亮，是驻藏部队战士。藏族队员贡布，是1956年作为逃亡奴隶入伍的班禅警卫营战士。第一次选拔的八名藏族女队员，有六名是西藏军区在拉萨的八一农场逃亡奴隶出身农工，包括1959年打破世界女子登山记录的西绕、潘多、齐米和查姆金，都是中国登山队副队长许竞到八一农场挑选招收。

1958年5月3日，许竞带队的中国登山队与地质勘探部门的找矿勘探相结合，11人登上海拔5100米的镜铁山主峰——道龙上瑞。1958年8月10日与11日，中国登山队与地理科考部门协作，攀登1958年7月1日中科院兰州分院和苏联冰川学家共同于发现命名的甘肃祁连山七一冰川海拔5150米的主峰，张俊岩带队，46名男队员和4名女队员登顶。1958年9月7日，中苏联合登山队登顶海拔7134米的列宁峰，中方队员17人登顶；3名女队员袁扬、姜霙和周玉瑛到达6900米处，创造了中国女子登山纪录。1958年9月8日，中苏联合登山队登顶海拔6852米的无名峰，登顶后命名为莫斯科-北京峰，中方队员4人登顶。1958年9月14日、15日，许竞带队中国登山队登顶海拔5808米的疏勒山主峰。
1958年10月中旬，中国登山队副队长许竞为组长、别列斯基（苏联登山专家）为副组长的侦察组20余人，包括3名苏方成员、气象（共15人）、电台、医务等工作人员，从拉萨出发前往珠峰脚下进行线路侦察。侦察组每人配一支手枪和一支步枪，驻藏部队派出1个强连武装护送。侦察组进抵海拔6800米处，弄清了进山路线、沿途设营、攀登北坳路线后，1958年12月20日返回北京。1958年11月，侦察组中的气象小组15人在海拔5,120米绒布寺建立了当时省级的气象观测站、海拔5500米的气象哨、海拔6400米的气象服务台，一直留守当地坚持气象观测，即使在1959年3月后西藏平叛期间也没撤回。
1958年10月开始，中国登山队160余人，以国家体委参观团的名义分批进藏，适应性训练，攀登了一些7000多米的山峰。1959年1月进驻拉萨。1959年2月1日、4日、5日，陈荣昌带队，攀登当雄县境内的海拔6177米念青唐拉山脉东北峰，72人登顶。
1959年3月，藏區騷亂暴发，驻在布达拉宫附近西藏军区交际处的中国登山队也编为拉萨市干部职工民兵团的一个民兵连，继续做体能训练。3月20日，拉萨平叛战斗打响。3月21日，国家体委副主任黄中通知苏联方面，原定于5月的联合登山行动暂缓进行，并将苏方已运抵拉萨的物资转运兰州保存。正在北高加索什赫里达登山营训练的苏联登山队，原定1959年3月22日乘图-104专机飞北京,动身的前一天，苏联体委副主任波斯尼可夫紧急通知登山队开会宣布：接到北京电话，今年联合攀登珠峰任务取消。3月22日解放军进占布达拉宫，由于驻拉萨的解放军兵力有限，中国登山队民兵连承担了搜索布达拉宫和押运俘虏的任务。1959年4月初，队长史占春宣布，中国登山队大部分人员离开拉萨转到新疆训练。1959年7月，中国登山队33人集体登上海拔7546米的慕士塔格峰，创造了登山队(33人)集体安全登上海拔7500米以上高峰人数最多的世界纪录，其中藏族女运动员西绕、潘多、齐米、查姆金，汉族运动员丛珍、王义勤、周玉瑛、王贵华8名女队员打破了世界女子登山记录。
1959年秋，西藏局势趋于稳定后，中国向苏联方面提出，将登珠峰计划改在1960年，但苏联却建议推迟到1961年。1959年12月20日，贺龙召集国家体委副主任黄中、登山队队长史占春和登山队副队长、女队队长袁扬开会，听取中国登山队的实际状况，贺龙决定，仍按原定规划1960年春从北坡攀登珠峰。
1960年3月，由于中尼双方举行边界谈判，珠穆朗玛峰峰顶划界成为重大外交问题。尽快登顶珠峰成为国家使命。1960年3月21日尼泊尔首相柯伊拉腊与周恩来总理在北京签订边界问题协定。1960年4月26日，周恩来总理同陈毅副总理访问尼泊尔。4月30日，柯伊拉腊就珠峰划界问题在记者招待会上说：

在两国总理举行会谈时，分歧已经缩小到最小的程度……根据尼泊尔交给中国的地图，珠穆朗玛峰的南部属于尼泊尔，北部的大部分实际上是在中国的位置内，这个山峰北坡直到绒布寺所在的1.7万英尺处是处在中国的实际行政控制下，而且尼泊尔从来没有对绒布寺提出要求……尼泊尔同意这一事实，中国管辖着北坡，分歧只不过是这个山峰的几码地方……研究它的地理位置是需要时间的。

### 准备
经中国政府批准，拨款70万美元专项资金，1960年元旦后派中国登山队队长史占春、登山队翻译周正到瑞士采购登山器材6吨，主要有高山帐篷、鸭绒夹层登山服、鸭绒睡袋、高强拉力的尼龙绳、氧气装备及便携式报话机等装备，1960年3月20日包机从布拉格运回北京。 
1960年2月，中国珠穆朗玛峰登山队正式成立，总指挥为国家体委训练部副部长韩复东，队长兼党委书记为史占春，副队长为许竞，副书记为王凤桐。全队共有队员214人，他们来自全国各地，有工人、农民、解放军、教师、机关干部以及科技工作者，其中女队员11名，藏族队员占三分之一，全队平均年龄为24岁。

### 先遣
中国登山队由罗志升和张俊岩带领先遣组192人于1960年3月3日抵达珠峰大本营，这是世界登山史上第18支攀登珠峰的队伍；这也是人类第11次尝试由北侧登顶珠峰。先遣组在位于中绒布冰川舌部以北1公里处海拔5,120米，是已经萎缩的山谷冰川的脊部。在大本营开设包括气象台、电台。并在东绒布冰川舌部一块狭长的冰碛石台阶上海拔5,400米，东绒布冰川中部海拔5,900米，北坳脚下海拔6,400米处设立第一号、第二号、第三号高山营地，并将数吨燃料、食品、装备运抵这三处营地。第二号高山营地负责人纪克诚、队员张玉清。第三号高山营地是主要物资集中地，开设电台、气象服务台、医务站等，还是登顶突击队与珠峰大本营的通讯联络中转站。
1960年初，中国登山队派出以罗志升为团长、张俊岩为副团长的先遣组，在驻藏部队和日喀则农牧民中分别选拔50多名战士和100余名民工，组成运输队，开始前期训练，为运送高山物资做准备。3月初，运输队到达珠穆朗玛峰脚下，建起大本营，并开始向山上运送物资。
1960年2月，中国珠穆朗玛峰登山队正式组成。贺龙在北京任登山总指挥，国家体委副主任黄中、西藏工委书记张经武、西藏军区司令员张国华、西藏军区政委谭冠三在拉萨任副总指挥，总参军训部副部长兼军训部体育局局长韩复东驻绒布寺大本营为前线总指挥，登山队长兼党委书记为史占春，副队长为许竞，副书记为王凤桐，运输队长张俊岩。全队共有队员214人，藏族队员占三分之一，全队平均年龄为24岁。其中登山运动员约60人。
1960年3月10日下午，西藏党政军领导张经武、张国华、谭冠三在拉萨接见了全体登山运动员60余人。
主力登山队员与运输队员同时同负重参加历次登山适应性行军，逐步淘汰选取出登顶突击队员。
沿途营地与路线为：
- 大本营：绒布寺海拔5200米
- 第一号高山营地：东绒布冰川舌部一块狭长的冰碛石台阶上海拔5,400米
- 第二号高山营地：东绒布冰川中部海拔5,900米，现称过度营地，为冰塔林地区。
- 第三号高山营地：北坳脚下海拔6,400米处，现称前进营地（ABC），从此开始攀登北坳冰壁。牦牛运输到此。设有电台、气象服务台、可开展小型手术的医务站。
- 第四号高山营地：即北坳顶。现在称C1突击营地。北坳顶是珠峰东北山脊至海拔7,535米的珠穆朗玛峰北峰山脊线的马鞍点。当时的记录是海拔7007米，后来实测为海拔7050米。
- 第五号高山营地：海拔7400米临时营地
- 海拔7500米的地方，被称为大风口
- 7,600米临时营地
- 第六号高山营地：现在的C2突击营地，海拔7790米，是从北坳沿着坡度很大的珠峰东北山脊上行至西北山脊的汇合点
- 第七号高山营地，海拔8,100米
- “黄色走廊地带”海拔8200-8400米
- 现在的C3突击营地8300米
- 第一台阶：海拔8500米左右，是一个3米左右的岩台
- 8,500米第八号高山营地（C4突击营地）
- “第二台阶”：海拔8650——8700米，由三段峭壁组成，基本接近90度，总体高差接近20米，下面两个小峭壁大约各有5米多高，最上边最大的峭壁有8米多高，现在设有“中国梯”。
- 第三台阶：海拔8720米左右（相对高度3-4米）
- 8800米横切：从珠峰东山脊绕到西山脊

### 登山适应性行军
1960年3月19日，登山队主力抵达绒布寺大本营。西藏军区派出一个加强排进驻绒布寺大本营，担负安全警卫。1960年3月23日晚，气象组预报3月25日开始一次好天气过程。登山队当即决定：3月25日开始进行第一次适应性行军至6,400米的第三号高山营地并完成搬运物资任务。同时派遣一个侦察组探查登上北坳的可行路线。3月24日上午，副队长许竞带领北坳侦察小组王凤祥、刘连满、刘大义、彭淑力、王振华共5名队员先行进发。3月25日连绵的风雪停息了，天空瓦蓝瓦蓝的，没有一丝浮云。3月25日中午12时，全体队员在大本营出发，沿着先遣组与侦察组标示出来的路线，绕过中绒布冰川，下午6时左右抵达海拔5,400米第一号高山营地宿营。3月26日，登山队向东穿过冰封的东绒布河，进人东绒布冰川的冰舌冰塔林，至第二号高山营地宿营。
3月27日上午10点，登山队顺着中碛堤，穿过冰峡谷，以及东绒布冰川巨大的粒雪原，登上北坳冰川北侧的冰碛石堤，抵达第三号高山营地。3月27日早晨，北坳侦察小组从三号营地出发，宿营于北坳脚下。北坳是珠峰东北山脊至海拔7,535米的珠穆朗玛峰北峰山脊线的马鞍点，海拔7,007米，相对落差400米，而且是极为陡峭，坡度从70度至几乎垂直。从下向上看是“一个坚冰厚雪堆积起来的近于直立的冰壁，冰壁上潜藏着无数冰崩和雪崩的槽道。”3月28日，大队人马完成第一次登山适应性行军任务，从第三号高山营地下撤，于3月29日安全返回珠峰大本营。史占春继续留在第三号高山营地使用望远镜与信号设备观察指挥侦察小组，出动陈荣昌、屈银华、罗桑、郭超人组成的支援小组进抵北坳脚下接应侦察组下撤。3月28日，北坳侦察组选定一条路线，登至海拔6,950米处临近北坳顶部。随后下撤至北坳脚下6,600米的过度营地与支援组汇合后宿营。3月31日，队长史占春、副队长许竞率侦察组、接应组全部安全撤回珠峰大本营。并向上级报告侦察组虽因天气关系未登上北坳顶，但已经为大队人马找到了安全攀登北坳路线，“完成了侦察任务”。
4月6日，从大本营出发开始第二次行军。4月11日从三号营地出发攀登北坳。遭遇到猛烈的西北风袭击。大队伍登上了北坳顶，打通从北坳底部到顶端的“登山公路”，在7,007米建立第四号高山营地。侦察小组进抵7,300米处。由于暴风雪猛烈全体下撤。来自兰州大学地理系从事水文研究的助教汪玑在7,000米因高原反应在2个队友架着下撤至6,500米营地后因缺氧引发的脑溢血猝死。4月29日，第三次行军从7,007米北坳顶部营地出发，基本任务是侦察突击顶峰的路线，并建立8,500米突击营地，如果条件成熟，则直接登顶。由于经验不足，行动过程中天气突变，在7,450米的地方遭遇大风的袭击。4月30日傍晚进抵7,600米。5月2日北京时间19时，登山队队长史占春、副队长许竞、藏族队员拉八才仁和藏族队员米马组成的侦察组，从7,600米向8,100米进发，侦察并设营。由于风雪与严寒，运送物资的三线队伍没有跟上，拉八才仁和米马又从8,100米下撤回7,600米临时营地搬运物资，拉八才仁又与王凤桐、石竞和贡布携带不足一市斤的炒面于5月3日凌晨3时进抵8,100米营地。5月3日上午，史占春带领王凤桐、石竞、拉八才仁和贡布从8,100米出发，越过“黄带”地段，石竞、拉八才仁和贡布三个人在8,500米留下来设立第八号突击营地。队长史占春和队员王凤桐继续攀登于5月3日北京时间21时登至8,600余米的“第二台阶”，当夜二人在“第二台阶”的岩壁上找到了一条积雪的裂缝，用冰镐挖成一个低矮的雪洞过夜。5月4日，珠峰上空万里无云，史占春观察到了一条适宜的登上顶峰的路线之后，开始下撤。
这次行动中，北京大学教师邵子庆在7,300米因高原反应脑溢血牺牲，全队共有50多人不同程度冻伤，三线运输队物资没有及时运上来，登山行动被迫终止。队长史占春、队员王凤桐、石竞、陈荣昌等登顶主力队员在8,500米的地方冻伤，退出随后的攀登。运输队员贡布与突击队员们在一起，身体状况一直很好。此后，贡布入选了登顶突击队。
5月13日气象组做出预报：由于高压气团向珠峰地区移动，5月16日至20日为一等好天气，也是当年春季珠峰最后一个适宜登山的好天气过程；5月下旬天气转坏，6月初进入雨季。5月13日，总指挥韩复东主持召开了第四次登山行军部署会议，决定采用“分期、分批、分段”运输，突击队与运输队分别组织、各司其职的方法。即以登顶突击队员的行军计划为基础，物资分为数段提前接力运输，以保存登顶突击队员体能。第一线为登顶突击组，由队部与医务组从主力队员和运输队员中选拔，许竞担任组长，王富洲担任组长第一代理人，刘连满为组长第二代理人。第二线、第三线、第四线由运输队员组成，分别负责7,600米-8,500米、6,400米-7,600米及5,120米-6,400米的运输任务。第三、四线运输队员提前一至两天出发，将物资搬运到各前进营地；第一、二线登山队员5月15日出发，当日到达6,400米的三号营地，16日到达7,007米的北坳顶部营地，17日到达7,600米，18日到达8,100米，19日到达8,500米，20日突击主峰。
由于预计的好天气来临推迟，气象组修改预报5月17日-25日为好天气过程。第三、四线运输队员仍然按照原计划于5月14日顶着风雪提前出发。第一、二线登山队员于5月17日上午9时30分从大本营出发，当晚抵达三号营地。5月18日第一、二线登山队员全部抵达北坳顶四号营地。5月19日，第一、二线登山队员抵达7,400米五号营地。5月21日，第一、二线登山队员抵达7,600米六号营地。5月22日，第一、二线登山队员调整后共27人运输250公斤物资抵达8,100米七号营地。
5月23日下午14时，许竞、王富洲、刘连满、贡布4名突击主峰一线队员至8,500米，建好登顶突击营地。随后，屈银华率领郭宗岳、群贝坚赞、多加、索南多吉、米马、云登、茨仁、却加、米马扎西等10名二线运输队员也把物资运至8,500米八号营地。并在这里把第三次行军时建立在岩坡上的营地，改建在极其难得的一块倾斜度约三十度的雪坡上。按计划，9人下撤至8,100米营地休息，留下5人在8,500米过夜：许竞、王富洲、刘连满、屈银华、贡布。其中前四人是登顶突击队员，屈银华原本负责拍摄突击营地至“第二台阶”的电影。但由于这时仅剩余供4人用的8筒氧气，决定拍电影任务由王富洲兼任，屈银华不再继续攀登留守突击营地。5月23日，珠峰大本营气象组钱增进预报“南支西风槽将于5月26日起影响珠峰地区降水”，因此登顶后必须于5月25日下撤到安全高度。5月23日晚上北京时间22时，第三号营地发出信号弹，表明“24日为好天气”。

### 登顶突击
原定最后300多米高差的突击登顶用9个小时完成。5月24日上午9时半，4名登顶队员用尼龙绳串连结组出发。由于副队长许竞数日以来由于一直担任侦察开路任务，体力透支，头十米路就两次跌倒，只好安排屈银华替换许竞的登顶任务，由王富洲替补为登顶突击队队长，而许竞在突击营地留守。
5月24日中午12时许，登顶突击队抵达珠峰8,680米处，相对高约30米的“第二台阶”，其中有一段4米高的垂直峭壁。4名队员轮番尝试也无法通过。最后，曾为哈尔滨电机厂消防队员的刘连满提出用消防队常用的搭人梯方法，由屈银华脱掉高山靴（因靴底有冰爪会踩坏刘连满肩部的羽绒服）与鸭绒袜（因为太滑踩不稳），站在刘连满肩头，王富洲、贡布在两边扶住刘连满站稳，屈银华在峭壁上打入冰锥，穿上保险绳，最终花费了5个小时于下午17时才登上“第二台阶”。刘连满也耗尽体力走一步摔一跤眼睛无法睁开。登顶突击队长王富洲决定把刘连满安置在避风的大石头下，留下一瓶氧气与几块水果糖。其余3人连夜向顶峰前进。至8,800米高度，3人的氧气瓶基本耗尽。5月25日凌晨4点20分3人登上峰顶，停留15分钟，在峰顶留下了20cm高的毛主席半身石膏像、国旗与字条。
5月25日中午，登顶的王富洲3人下撤与刘连满会合，这时开始下小雪，能见度在10步距离，山上积雪不足10厘米，风力3～4级。3人将刘连满保留下的氧气分着吸用。4人下撤至“第二台阶”顶部，把留在这的4个没用完的氧气筒当即吸掉2筒。25日当晚21时左右，4人返回了8,500米的突击营地。从顶峰下撤过程中，屈银华意识半模糊坚持走回8,500米营地。他回忆：“我的脚早已经不听使唤了。感觉再踩下去，就会碎了似的。等到6,400米营地的时候，脚再也走不动了。由于脚和鞋已经冻上，只能用剪刀把鞋剪坏，才把双脚取出来。”
在8,500米突击营地，商议后决定分批下撤。由体力较好的贡布和刘连满在5月26日一天之内下至北坳顶营地向大本营求援，28日2人下撤至6,400米营地。王富洲与屈银华于27日到北坳顶营地，28日到达6,400米营地。
5月30日13时30分，所有登山队员下撤至珠峰大本营。
6月1日，在珠峰大本营举行庆祝大会。中国登山队副队长许竞总结报告：在这次登山活动中，共有53名队员打破中国男子登山高度7,556米的全国纪录，其中28名队员到达了8,100米以上的高度，占世界各国登山队在过去178年中到达这个高度的69人次的百分之四十二点二。

## 后续影响

### 中国
珠峰登山队返回北京后，在北京工人体育场举办了盛大的庆祝大会，国家副主席董必武、全国人大常委会副委员长郭沫若、最高人民检察院检察长张鼎丞、国务院副总理贺龙、李富春、谭震林等党和国家领导人参加大会。中国共产党中央委员会主席毛泽东接见了贡布等人。
1964年中国登山队成为世界第十四高峰希夏邦马峰的首支登顶队伍。计划1967年再登珠峰，由于文化大革命而搁浅。1975年，中国男女混合登山队共299人（其中登山队员125人，包括女队员38人）攀登珠峰并开展大规模科学考察。1975年5月27日，中国登山队队员共9人成功再度登顶，其中包括了一名藏族女队员潘多。树起测量觇标，测得珠峰的精确高度为8848.13米。并在北坡路线从北坳至峰顶全程架设路线绳，在第一台阶、第二台阶、第三台阶架设金属梯，使这条路线成为非专业登山者也相当安全的登顶路线。

### 世界
中国登山队从北坡登顶珠峰的消息报道后，苏联、保加利亚、尼泊尔、日本、印度、英国的体育组织发来电报表示祝贺。
由于没有登顶后的照片，西方国家登山界最初并不相信中国的登顶。质疑点是：
- 4名突击登顶者均是专业练习登山不足两年：王富洲是地质学研究生、贡布是中国人民解放军班禅警卫营战士、屈银华是四川大渡河林区伐木工人，刘连满是哈尔滨电机厂消防员。
- 在第二台阶，刘连满尝试4次后，屈银华又尝试2次均未能通过。最后屈银华脱掉靴子与鸭绒袜子，刘连满蹲下，屈银华踩在刘连满肩膀上，刘连满再站起把屈银华顶起，屈银华再第二台阶上部凿入冰锥。这些动作消耗太大。
- 通过第二台阶后，刘连满精疲力竭。召开了一次紧急党小组会议，决定刘连满留下。
- 3人在凌晨4时20分在暗夜里登顶。他们早已耗尽了氧气瓶。
- 3名登顶者留下了中華人民共和國國旗、毛主席半身石膏像、写了字的纸条。但1963年美国登山队在峰顶什么都没发现。
- 登顶者下撤中，与刘连满会合。王富洲称“党与毛主席的光辉给了我们无尽的力量与智慧”。

随着从北坡中国路线登顶者越来越多，西方登山界逐渐接受了中国登山队1960年登顶记录。理由是：
- 虽然中国的登顶者是新手，但他们经受了严格的适应性训练，包括6177m的念青唐古拉山东北峰，7546m的慕士塔格峰。
- 他们在氧气耗尽情况下仍然最终登顶，在1960年代看起来是天方夜谭。当时公认没有氧气设备人类是无法超越这么高海拔的生理极限。但现在无氧气瓶登顶已不罕见。
- 屈银华脱掉登山靴与袜子攀上第二台阶的故事，在美国登山者访问他并亲眼看见他失去十个脚趾之后，变得令人信服。
- 克里斯·博宁顿（Chris Bonington）向中国登山队此次队长史占春详细询问登山细节，证明1960年登顶记录毫无问题。
- 1960年代初中国官方的登山报告非常详细描述了北坡路线的细节。这些细节以前不被人所知。以后各国登山者充分证实了这些细节。例如：
  - 构成“第三台阶”的1m高的岩石。
  - 靠近峰顶处，要通过齐膝深的冰与雪覆盖的斜坡。这符合刚通过第三台阶后的峰顶金字塔的下部的状况。
  - 斜坡顶部是冰崖，必须从西侧绕过。这也是今日的路线。
  - 1960年中国登山者首先登上一个峰顶，然后才发现旁边有一个高出几米的峰顶才是最高峰。峰顶的确是这样的起伏地貌。